# گوتیک (فیلم)
گوتیک (انگلیسی: Gothic) فیلمی در ژانر ترسناک به کارگردانی کن راسل است که در سال ۱۹۸۶ منتشر شد. از بازیگران آن می‌توان به گابریل بیرن، جولیان سندز، ناتاشا ریچاردسون و تیموتی اسپال اشاره کرد.